# Cathorops dasycephalus
Cathorops dasycephalus är en fiskart som först beskrevs av Günther, 1864.  Cathorops dasycephalus ingår i släktet Cathorops och familjen Ariidae. IUCN kategoriserar arten globalt som livskraftig. Inga underarter finns listade i Catalogue of Life.